# همه‌چیز درباره ایو (آلبوم)
| بررسی انتقادی | بررسی انتقادی |
| منبع          | رتبه‌بندی      |
| ------------- | ------------- |
| آل‌موزیک       | [ ۱ ]         |

همه‌چیز دربارهٔ ایو (به انگلیسی: All About Eve) نخستین آلبوم استودیویی از آل ابات ایو می‌باشد. این آلبوم از لحاظ تجاری موفق‌ترین آلبوم این گروه می‌بود و جدول‌های بریتانیا به رتبهٔ ۷ رسید و چهارتا از تک‌آهنگ‌ها نیز به جدول ۴۰ تک‌آهنگ برتر دست یافتند.